# Ханифес, Салах-Хасан
Салах-Хасан Ханифес (араб. صالح حسن خنيفس‎, ивр. סאלח-חסן ח'ניפס‎; 1 марта 1913, Шфарам, Северный округ — 16 марта 2002, Израиль) — израильский общественный и политический деятель, депутат кнессета 2-го и 3-го созывов от партии «Развитие и работа».

## Биография
Родился 1 марта 1913 года в городе Шефа Амр, Османская империя (ныне Израиль) в друзской семье. Окончил начальную школу в Шефа Амр, затем учился в друзском религиозном центре в Хасбайе (на территории современного Ливана). В 1930-е годы поддерживал отношения с еврейскими организациями «Хагана» и «Шай», а в период Войны за независимость Израиля выступал за вступление друзов в «Хагану».
В 1951 году был избран депутатом кнессета 2-го созыва от партии «Развитие и работа», а в 1955 году был переизбран в кнессет 3-го созыва от той же партии. Избирался при поддержке партии МАПАЙ. Работал в комиссии кнессета. В 1959 году сотрудничество с МАПАЙ прекратилось и Ханифез создал собственную партию, но на выборах в том же году его партия не преодолела процентный барьер. После отставки возглавлял примирительные комиссии в арабских деревнях.
Умер 16 марта 2002 года